# Встреча на выставке
«Встреча на выставке» — советский короткометражный фильм 1968 года режиссёра Нерсеса Оганесяна.

## Сюжет
На выставку зарубежного художника — живущего во Франции армянина с Западной Армении, ненароком — привезя туда и ожидая своих пассажиров — попадает шофёр такси. Походя поглядывая на полотна вдруг останавливается в у портрета мальчика. Взволнованно всматривается — ему сдаётся, что на портрете изображен его брат, давным-давно считавшийся погибшим во время геноцида 1915 года в Эрзуруме… Но портрет датирован 1920 годом. Шофер расспрашивает искусствоведов. Возвращаясь на выставку находит изображение этого же мальчика на другой картине. Встречается с художником, который дарит ему портрет, хотя он (как и зрители) точно знает, что на портрете не брат шофёра, но не в силах разуверить его в надежде, что его брат тогда выжил.

## В ролях
- Арташес Арзуманян
- Вардуш Степанян
- Арамашот Папаян
- Георгий Тусузов
- Левон Карагезян
- Ерванд Манарян
- Эмма Саркисян
- Вахинак Маргуни

## Критика
Не желая обидеть сценаристов М. Чаманяна и Е. Манаряна, замечу, что рассказанная ими история несколько сентиментальна. Но Н. Оганесян нашел правильное (оно же и самое трудное) решение. Не пытаясь усилить эмоциональное воздействие ситуации, режиссер занялся лепкой характеров, образов, удачно провел всю ту часть работы, которая начинается подбором исполнителей и завершается со-зданием целостного актерского ансамбля.
Новелла коротка, но у зрителя оказывается достаточно времени, чтобы близко узнать главного героя шофера такси, славного, работящего человека, неловкого — в проявлении чувств, но душевного, много повидавшего и пережившего. Он мало говорит, он думает и действует. Ему веришь.
Оператор А. Явурян пришел на картину после съемок документального фильма «Семь песен об Армении». Но снял «Встречу на выставке» не в приемах документального кино. В игровой короткометражной картине правдивое наблюдение было только одной из задач. Камера (за ней оператор и режиссер) должна была овладеть искусством рассказчика: надо было подать, преподнести материал. Альберт Явурян освободил кадр от ненужных в данном случае документальных подробностей. Подошел с камерой к героям на расстояние чуть более близкое, чем простой очевидец событий, сделал зримыми душевные движения героев.

Фильм получился скромный, сердечный. Правдивая короткая история о человеческом горе и о человеческой доброте остается в душе, как недолгое знакомство с повстречавшимися в жизни хорошими, добрыми людьми.— Л. Рыбак — Ереван. Фильмы двух студий, журнал «Искусство кино», 1968 год